# Frances Shand Kydd
Frances Ruth Shand Kydd z domu Roche, dawniej hrabina Althorp (ur. 20 stycznia 1936 w Sandringham House, zm. 3 czerwca 2004 w Seil, Argyll and Bute) – pierwsza żona Johna Spencera, matka Diany, księżnej Walii. Zajmowała się działalnością charytatywną.
Urodziła się 20 stycznia 1936 roku w Sandringham House w rodzinie Maurice’a Roche’a, 4. barona Fermoy i Ruth z domu Gill. W 1954 roku poślubiła starszego od siebie o dwanaście lat Johna Spencera. W 1967 roku związała się z Peterem Shandem Kyddem.
Miała pięcioro dzieci z pierwszego małżeństwa:
1. Elizabeth Sarah Lavinia Spencer (ur. 19 marca 1955 roku), żona Neila Edmunda McCorquodale
2. Cynthia Jane Spencer (ur. 11 lutego 1957 roku)
3. John Spencer (ur. 12 stycznia 1960 roku, zm. 10 godzin po urodzeniu)
4. Diana Frances Spencer (ur. 1 lipca 1961, zm. 31 sierpnia 1997 roku), pierwsza żona Karola, księcia Walii
5. Charles Edward Maurice Spencer (ur. 20 maja 1964 roku)[2].